# Tour de Suisse
Die Tour de Suisse ist die grösste Radrundfahrt der Schweiz. Sie findet jedes Jahr Mitte Juni statt und gilt als wichtigstes Etappenrennen im Strassenradsport unterhalb der «Grand Tours» Tour de France, Giro d’Italia und Vuelta a España. Die Rundfahrt gehörte zu der im Jahr 2005 neu eingeführten UCI ProTour, einer Serie der wichtigsten Radrennen des Jahres. Seit 2011 gehört das Rennen zur Nachfolgeserie UCI WorldTour.
Sie ist unterteilt in neun Etappen, darunter meist ein Prolog, mehrere Bergetappen und ein Einzelzeitfahren. Die Tour de Suisse wird von vielen Fahrern als letzte Vorbereitung auf die traditionell zwei Wochen später beginnende Tour de France gefahren. Der Führende in der Gesamtwertung trägt das «Goldene Trikot».

## Geschichte
Bereits zum 25. Geburtstag des Schweizer Rad- und Motorradfahrer-Bunds (SRB), 1908, versuchte der Verband ein Rennen zu etablieren. Nach zwei Austragungen wurde das Eintagesrennen von über 300 Kilometern wieder eingestellt. Ein weiterer Versuch, ein grosses Radrennen in der Schweiz zu etablieren, war die Fernfahrt München–Zürich, welche allerdings wegen der hohen Kosten 1924 wieder eingestellt wurde. Die Tour de France und den Giro d’Italia als Vorbild, versuchte der damalige Direktor des SRB Xaver Marzohl schliesslich, auch ein Etappenrennen zu organisieren.
Die erste Tour de Suisse fand schliesslich 1933 zum 50-jährigen Jubiläum des SRB statt. Sieger der in fünf Etappen ausgetragenen Rundfahrt war der Österreicher Max Bulla. Die erste Mannschaftswertung in der Geschichte gewann damals die Schweiz. Die knappste Entscheidung um den Gesamtsieg gab es 1941 zwischen Josef Wagner und Werner Buchwalder. Beide waren nach der letzten Etappe zeitgleich. Die Entscheidung fiel nach einem extra angesetzten Bahnsprint im Zürcher Hallenstadion, den Wagner gewann.
Seitdem haben zahlreiche berühmte Fahrer die Tour gewonnen. Hinter dem viermaligen Gesamt- und damit Rekordsieger Pasquale Fornara folgen Ferdy Kübler, Hugo Koblet und Rui Costa mit jeweils drei Erfolgen. Gino Bartali, Hennes Junkermann, Beat Breu und Simon Špilak konnten die Tour je zweimal gewinnen.
Seit 1999 wurde die Tour de Suisse von der Firma IMG ausgerichtet. Einige Jahre lang war der ehemalige Schweizer Radrennfahrer Armin Meier Direktor der Tour. Zuletzt wurde sie von einem Team aus dem ehemaligen Bahnradsportler Kurt Betschart, Rolf Husar und Louis Schumann organisiert. 2014 endete die Zusammenarbeit zwischen IMG und dem Verband Swiss Cycling, der die Rechte an der Rundfahrt innehat.
Danach wurden die Rechte an die Agentur InfrontRingier vergeben. Mit einer neuen Strategie sollte die «Präsenz der Tour de Suisse erhöht, die Identifikation der Austragungsorte gesteigert und die Zuschauer intensiver eingebunden» werden. So werden am Start- und Abschlusswochenende jeweils mehrere Etappen in derselben Region ausgetragen. Der Generaldirektor der Tour de Suisse war bis Juli 2018 der Gansinger Olivier Senn. Seither hat das Dreierteam Kurt Betschart (Technik), David Loosli (Sport) und Célina Rovescala (Kommerz) die Leitung inne, Loosli vertritt als primus inter pares die Tour nach aussen.
Die Tour de Suisse hat sich im Lauf der Jahre zu einem Wirtschaftsunternehmen entwickelt. So hatte sie z. B. im Jahr 2002 ein Budget von 5,5 Millionen Schweizer Franken. Das für die Fahrer ausgelobte Preisgeld hatte mit 271'062 Franken dabei einen relativ geringen Anteil am Budget, für den Gesamtsieg gab es eine Prämie von 15'000 Franken, die Bergpreissieger bzw. Sieger des Punkteklassements erhielten je 4000 Franken, Etappensiege wurden mit 3242 Franken honoriert. In die Rennorganisation waren mehr als 300 Personen eingebunden.
Im Jahr 2020 wurde aufgrund der COVID-19-Pandemie keine Tour de Suisse durchgeführt. Stattdessen wurde vom 22. bis zum 26. April 2020 die virtuelle Ersatzveranstaltung «The Digital Swiss 5» ausgetragen, bei der 57 Fahrer elektronisch am Start waren. In der Tour de Suisse gab es zwei tödliche Unfälle von Radrennfahrern. 1948 starb der Belgier Richard Depoorter an den Folgen eines Sturzes, 2023 der Schweizer Gino Mäder.
Nachdem eine Tour de Suisse Féminin für Frauen nur im Jahr 2001 ausgetragen worden war, erfolgte 2021 die Neuauflage einer Schweizer Rundfahrt für Frauen unter dem Namen Tour de Suisse Women.

## Palmarès
| Jahr                       | Sieger                          | Zweiter                 | Dritter                |          |
| -------------------------- | ------------------------------- | ----------------------- | ---------------------- | -------- |
| 1933                       | Max Bulla                       | Albert Büchi            | Gaspard Rinaldi        |          |
| 1934                       | Ludwig Geyer                    | Léon Level              | Francesco Camusso      |          |
| 1935                       | Gaspard Rinaldi                 | Leo Amberg              | Henri Garnier          |          |
| 1936                       | Henri Garnier                   | Gustaaf Deloor          | Leo Amberg             |          |
| 1937                       | Karl Litschi                    | Leo Amberg              | Walter Blattmann       |          |
| 1938                       | Giovanni Valetti                | Arsène Mersch           | Severino Canavesi      |          |
| 1939                       | Robert Zimmermann               | Max Bolliger            | Christoph Didier       |          |
| 1940 keine Austragung      |                                 |                         |                        |          |
| 1941                       | Josef Wagner                    | Werner Buchwalder       | Ferdy Kübler           |          |
| 1942                       | Ferdy Kübler                    | Willy Kern              | Fritz Stocker          |          |
| 1943–1945 keine Austragung |                                 |                         |                        |          |
| 1946                       | Gino Bartali                    | Josef Wagner            | Aldo Ronconi           |          |
| 1947                       | Gino Bartali                    | Giulio Bresci           | Stan Ockers            |          |
| 1948                       | Ferdy Kübler                    | Giulio Bresci           | Hans Sommer            |          |
| 1949                       | Gottfried Weilenmann            | Georges Aeschlimann     | Ernst Stettler         |          |
| 1950                       | Hugo Koblet                     | Jean Goldschmit         | Aldo Ronconi           |          |
| 1951                       | Ferdy Kübler                    | Hugo Koblet             | Alfredo Martini        |          |
| 1952                       | Pasquale Fornara                | Ferdy Kübler            | Carlo Clerici          |          |
| 1953                       | Hugo Koblet                     | Fritz Schär             | Danilo Barozzi         |          |
| 1954                       | Pasquale Fornara                | Agostino Coletto        | Giancarlo Astrua       |          |
| 1955                       | Hugo Koblet                     | Stan Ockers             | Carlo Clerici          |          |
| 1956                       | Rolf Graf                       | Fritz Schär             | Jef Planckaert         |          |
| 1957                       | Pasquale Fornara                | Edgard Sorgeloos        | Attilio Moresi         |          |
| 1958                       | Pasquale Fornara                | Hennes Junkermann       | Antonino Catalano      |          |
| 1959                       | Hennes Junkermann               | Henry Anglade           | Federico Bahamontes    |          |
| 1960                       | Fredy Rüegg                     | Kurt Gimmi              | René Strehler          |          |
| 1961                       | Attilio Moresi                  | Hilaire Couvreur        | Fredy Rüegg            |          |
| 1962                       | Hennes Junkermann               | Franco Balmamion        | Aldo Moser             |          |
| 1963                       | Giuseppe Fezzardi               | Rolf Maurer             | Attilio Moresi         |          |
| 1964                       | Rolf Maurer                     | Franco Balmamion        | Italo Zilioli          |          |
| 1965                       | Franco Bitossi                  | Jos Huysmans            | Marcello Mugnaini      |          |
| 1966                       | Ambrogio Portalupi              | Carlo Chiappano         | Ruedi Zollinger        |          |
| 1967                       | Gianni Motta                    | Rolf Maurer             | Luis Pedro Santamarina |          |
| 1968                       | Louis Pfenninger                | Robert Hagmann          | Herman Van Springel    |          |
| 1969                       | Vittorio Adorni                 | Aurelio González Puente | Bernard Vifian         |          |
| 1970                       | Roberto Poggiali                | Louis Pfenninger        | Primo Mori             |          |
| 1971                       | Georges Pintens                 | Louis Pfenninger        | Ugo Colombo            |          |
| 1972                       | Louis Pfenninger                | Roger Pingeon           | Michele Dancelli       |          |
| 1973                       | José Manuel Fuente              | Donato Giuliani         | Wladimiro Panizza      |          |
| 1974                       | Eddy Merckx                     | Gösta Pettersson        | Louis Pfenninger       |          |
| 1975                       | Roger De Vlaeminck              | Eddy Merckx             | Louis Pfenninger       |          |
| 1976                       | Hennie Kuiper                   | Michel Pollentier       | José Pesarrodona       |          |
| 1977                       | Michel Pollentier               | Lucien Van Impe         | Bert Pronk             |          |
| 1978                       | Paul Wellens                    | Ueli Sutter             | Josef Fuchs            |          |
| 1979                       | Wilfried Wesemael               | Rudy Pevenage           | Leonardo Mazzantini    |          |
| 1980                       | Mario Beccia                    | Josef Fuchs             | Joop Zoetemelk         |          |
| 1981                       | Beat Breu                       | Josef Fuchs             | Leonardo Natale        |          |
| 1982                       | Giuseppe Saronni                | Theo de Rooij           | Guido Van Calster      |          |
| 1983                       | Sean Kelly                      | Peter Winnen            | Jean-Marie Grezet      |          |
| 1984                       | Urs Zimmermann                  | Acácio da Silva         | Gerhard Zadrobilek     |          |
| 1985                       | Phil Anderson                   | Niki Rüttimann          | Guido Winterberg       |          |
| 1986                       | Andrew Hampsten                 | Robert Millar           | Greg LeMond            |          |
| 1987                       | Andrew Hampsten                 | Peter Winnen            | Fabio Parra            |          |
| 1988                       | Helmut Wechselberger            | Steve Bauer             | Acácio da Silva        |          |
| 1989                       | Beat Breu                       | Daniel Steiger          | Jörg Müller            |          |
| 1990                       | Sean Kelly                      | Robert Millar           | Andrew Hampsten        |          |
| 1991                       | Luc Roosen                      | Pascal Richard          | Andrew Hampsten        |          |
| 1992                       | Giorgio Furlan                  | Gianni Bugno            | Fabian Jeker           |          |
| 1993                       | Marco Saligari                  | Rolf Järmann            | Fernando Escartín      |          |
| 1994                       | Pascal Richard                  | Wladimir Pulnikow       | Gianluca Pierobon      |          |
| 1995                       | Pawel Tonkow                    | Alex Zülle              | Zenon Jaskuła          |          |
| 1996                       | Peter Luttenberger              | Gianni Faresin          | Gianni Bugno           |          |
| 1997                       | Christophe Agnolutto            | Oscar Camenzind         | Jan Ullrich            |          |
| 1998                       | Stefano Garzelli                | Beat Zberg              | Wladimir Belli         |          |
| 1999                       | Francesco Casagrande            | Laurent Jalabert        | Gilberto Simoni        |          |
| 2000                       | Oscar Camenzind                 | Dario Frigo             | Wladimir Belli         |          |
| 2001                       | Lance Armstrong                 | Gilberto Simoni         | Wladimir Belli         |          |
| 2002                       | Alex Zülle                      | Piotr Wadecki           | Nicolas Fritsch        |          |
| 2003                       | Alexander Winokurow             | Giuseppe Guerini        | Óscar Pereiro          |          |
| 2004                       | Jan Ullrich                     | Fabian Jeker            | Dario Cioni            |          |
| 2005                       | Aitor González Jiménez          | Michael Rogers          | Jan Ullrich            |          |
| 2006                       | Jan Ullrich                     | Koldo Gil               | Jörg Jaksche           |          |
| 2007                       | Wladimir Alexandrowitsch Karpez | Kim Kirchen             | Stijn Devolder         |          |
| 2008                       | Roman Kreuziger                 | Andreas Klöden          | Igor Antón             |          |
| 2009                       | Fabian Cancellara               | Tony Martin             | Roman Kreuziger        |          |
| 2010                       | Fränk Schleck                   | Lance Armstrong         | Jakob Fuglsang         |          |
| 2011                       | Levi Leipheimer                 | Damiano Cunego          | Steven Kruijswijk      |          |
| 2012                       | Rui Costa                       | Fränk Schleck           | Levi Leipheimer        |          |
| 2013                       | Rui Costa                       | Bauke Mollema           | Roman Kreuziger        |          |
| 2014                       | Rui Costa                       | Mathias Frank           | Bauke Mollema          |          |
| 2015                       | Simon Špilak                    | Geraint Thomas          | Tom Dumoulin           |          |
| 2016                       | Miguel Ángel López              | Ion Izagirre            | Warren Barguil         |          |
| 2017                       | Simon Špilak                    | Damiano Caruso          | Steven Kruijswijk      |          |
| 2018                       | Richie Porte                    | Jakob Fuglsang          | Nairo Quintana         |          |
| 2019                       | Egan Bernal                     | Rohan Dennis            | Patrick Konrad         |          |
| 2020                       | abgesagt                        | abgesagt                | abgesagt               | abgesagt |
| 2021                       | Richard Carapaz                 | Rigoberto Urán          | Jakob Fuglsang         |          |
| 2022                       | Geraint Thomas                  | Sergio Higuita          | Jakob Fuglsang         |          |
| 2023                       | Mattias Skjelmose               | Juan Ayuso              | Remco Evenepoel        |          |
| 2024                       | Adam Yates                      | João Almeida            | Mattias Skjelmose      |          |
| 2025                       | João Almeida                    | Kévin Vauquelin         | Oscar Onley            |          |

| # | Name              | Siege | Zweiter | Dritter | Siegjahre              |
| - | ----------------- | ----- | ------- | ------- | ---------------------- |
| 1 | Pasquale Fornara  | 4     | 0       | 0       | 1952, 1954, 1957, 1958 |
| 2 | Ferdinand Kübler  | 3     | 1       | 1       | 1942, 1948, 1951       |
| 3 | Hugo Koblet       | 3     | 1       | 0       | 1950, 1953, 1955       |
| 4 | Rui Costa         | 3     | 0       | 0       | 2012, 2013, 2014       |
| 5 | Louis Pfenninger  | 2     | 2       | 2       | 1968, 1972             |
| 6 | Hennes Junkermann | 2     | 1       | 0       | 1959, 1962             |
| 7 | Andrew Hampsten   | 2     | 0       | 2       | 1986, 1987             |
| 8 | Beat Breu         | 2     | 0       | 0       | 1981, 1989             |
| 8 | Simon Špilak      | 2     | 0       | 0       | 2015, 2017             |
| 8 | Sean Kelly        | 2     | 0       | 0       | 1983, 1990             |
| 8 | Gino Bartali      | 2     | 0       | 0       | 1946, 1947             |

Stand: 1. Juni 2023
| #                 | Name               | Siege |
| ----------------- | ------------------ | ----- |
| 1                 | Peter Sagan        | 18    |
| 2                 | Ferdinand Kübler   | 11    |
| Hugo Koblet       | 11                 |       |
| Fabian Cancellara | 11                 |       |
| 5                 | Roger De Vlaeminck | 9     |
| 5                 | Urs Freuler        | 9     |
| 5                 | Michel Pollentier  | 9     |
| 8                 | Erik Zabel         | 8     |
| 8                 | Franco Bitossi     | 8     |
| 10                | Robbie McEwen      | 7     |

Stand: 1. Juni 2023

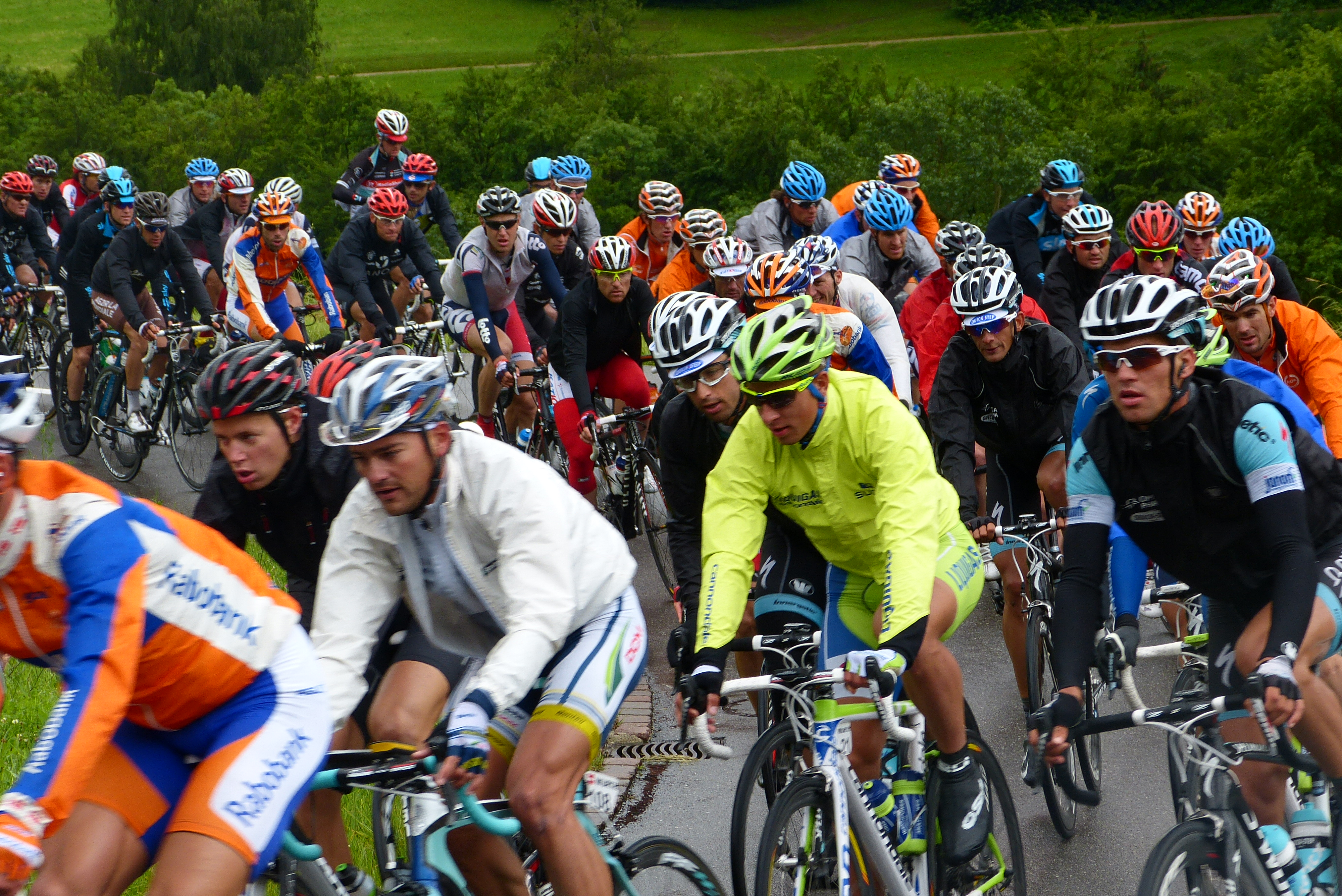
Das Teilnehmerfeld an der Tour de Suisse 2012
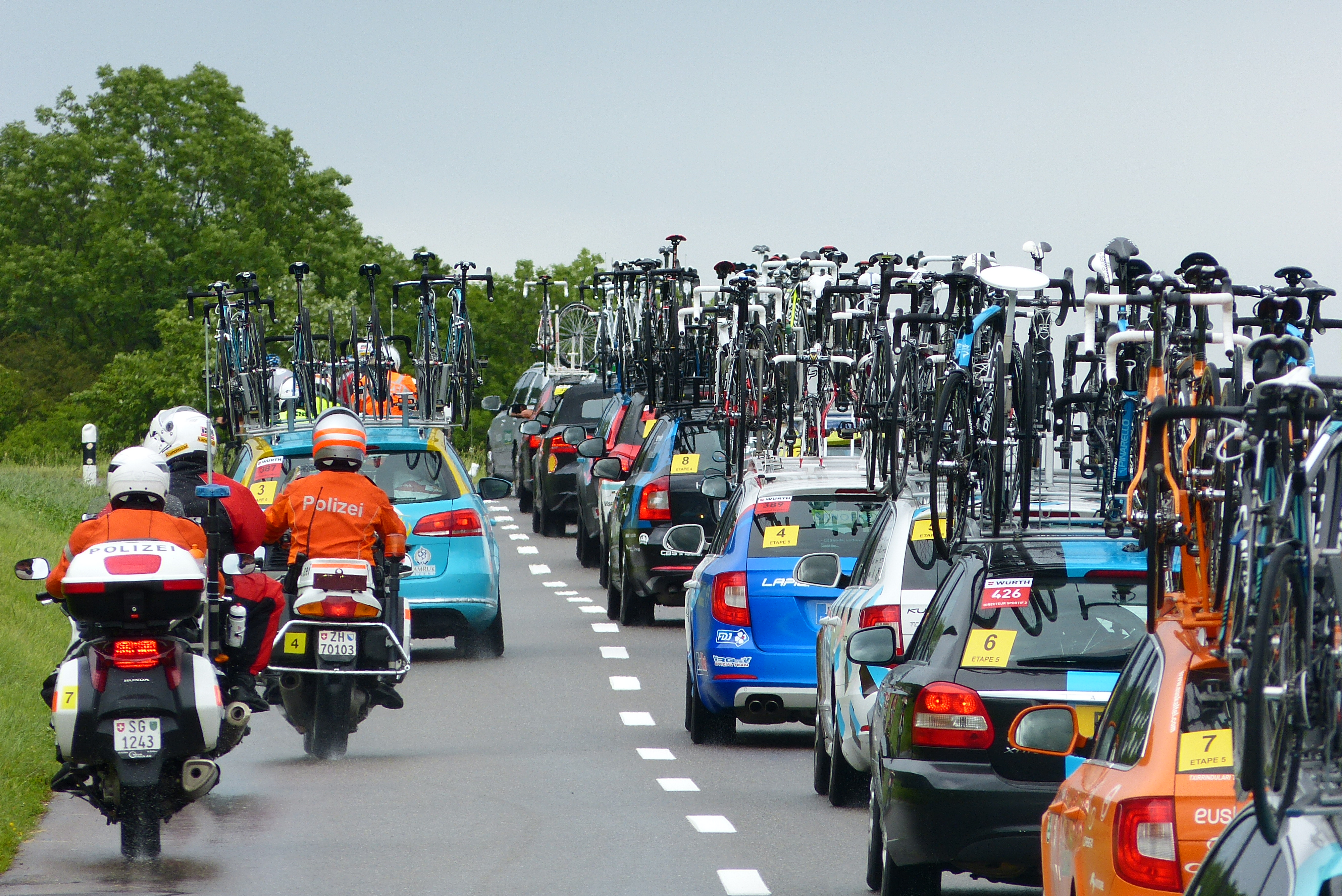
Tour de Suisse 2012
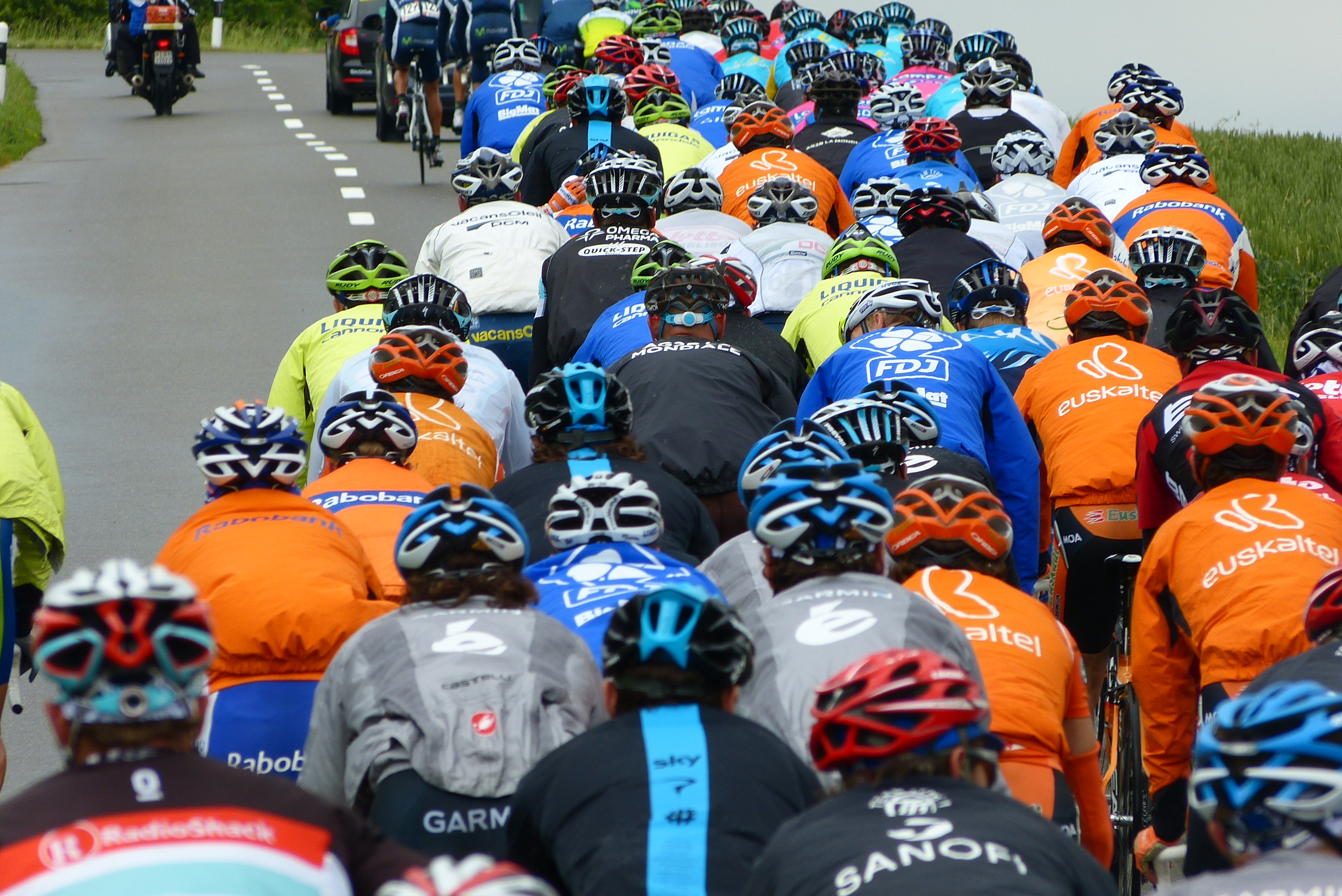
Tour de Suisse 2012
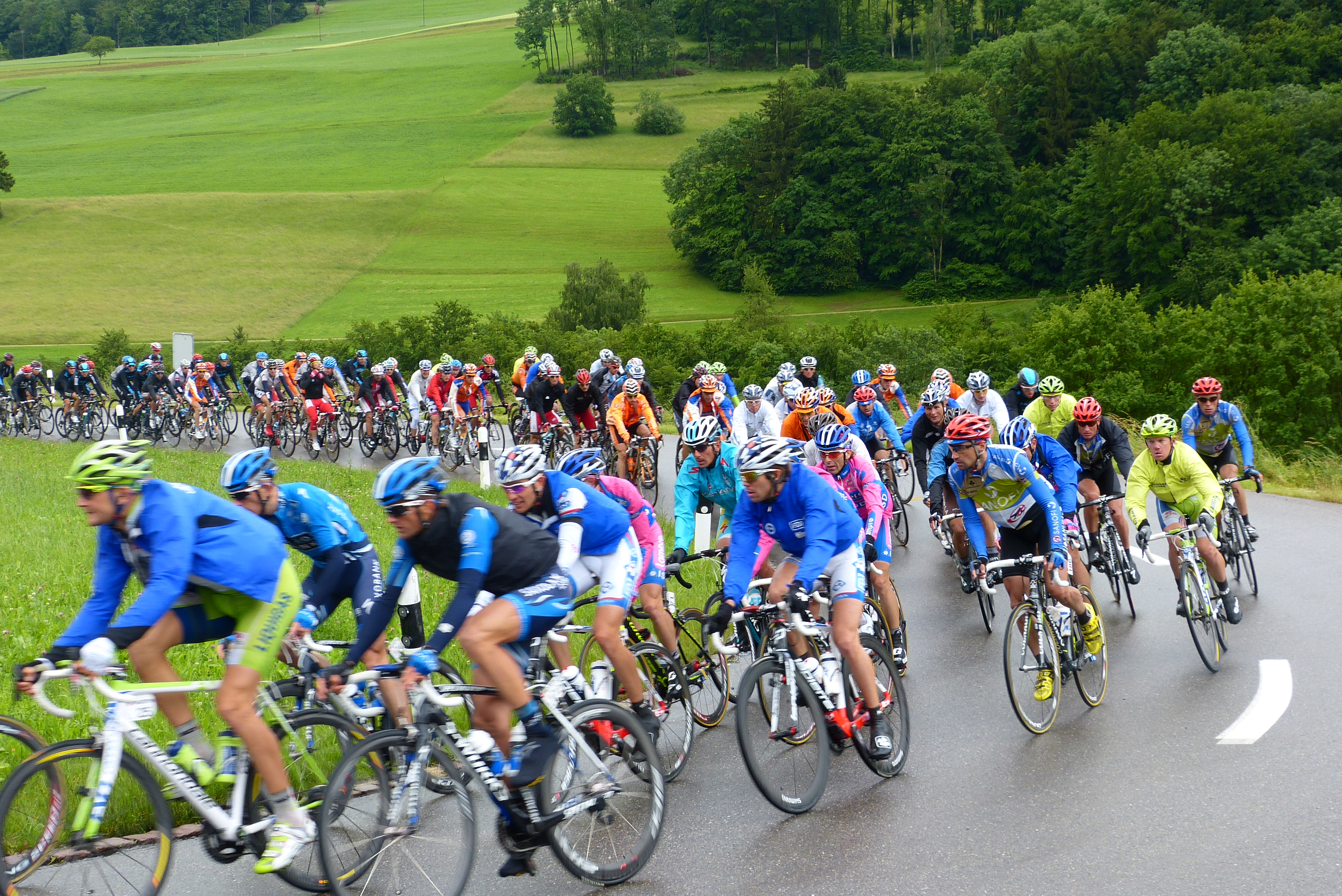
Tour de Suisse 2012
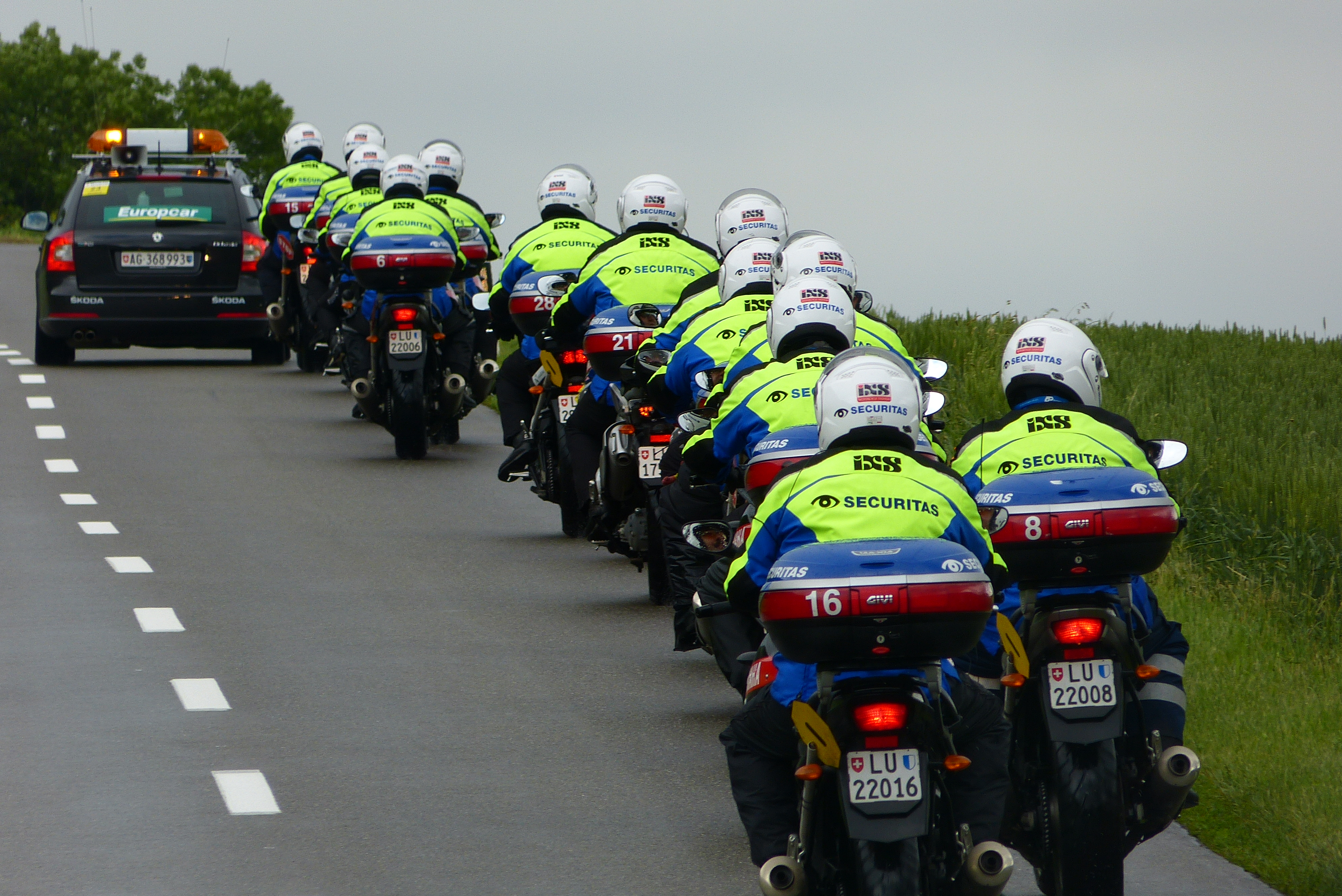
Sicherheitsfahrzeuge der Tour
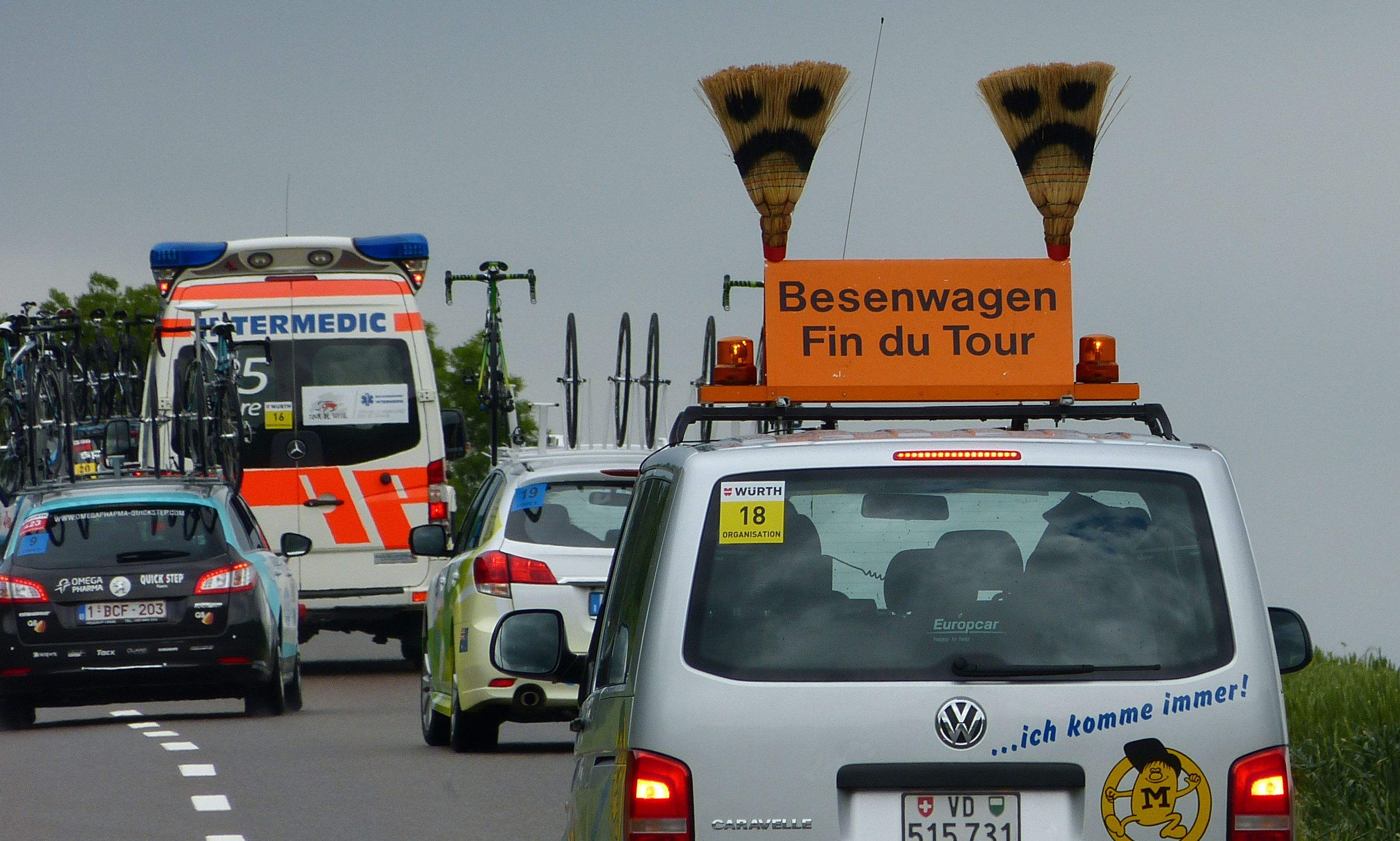
Der Besenwagen